# Grobnica Triklinija
Grobnica Triklinija (talijanski: Tomba del Triclinio) ili Pogrebni krevet (talijanski: del Letto Funebre) je etruščanska grobnica u nekropoli Monterozzi kod grada Tarquinije, u Italiji. Otkrivena je 1830. godine. Stefan Steingraber, izvanredni profesor talijanskog istraživačkog sveučilišta Roma Tre, grobnicu datira na oko 470 pr. Kr. i smatra je jednom od najpoznatijih etruščanskih grobnica. Smatra da je umjetnička kvaliteta freski grobnica bolja od kvalitete većine drugih etruščanskih grobnica. Grobnica je dobila ime po trikliniju, formalnoj blagovaonici koja se pojavljuje na freskama grobnice.
Od vremena otkrića, freske na grobnici su se pogoršale i izgubile dio boje i detalja. Godine 1949. preseljeni su u Nacionalni muzej Tarquinia kako bi ih sačuvali. Zahvaljujući akvarelnim kopijama koje je napravio Carlo Ruspi nedugo nakon otkrića grobnice, još uvijek je moguće vidjeti freske kakve su bile u vrijeme otkrića.

## Opis
Grob se sastoji od jedne prostorije. Freska na stražnjem zidu prikazuje prizor banketa, rađen prema prikazima scena pijenja u atičkoj keramici s crvenim figurama iz ranog petog stoljeća. Banketeri se naslanjaju na tri kauča zvana klinai. Na podu ispod klinaija, mačka se proteže prema pijetlu i jarebici. Na lijevom zidu pojavljuju se tri plesačice, jedan plesač i glazbenik s barbitonom. Smješteni su između malih stabala s pticama. Na desnom zidu prikazan je sličan prizor. Na ulaznom zidu dvoje mladića skaču s konja. Oni mogu biti apobati ili referenca na Dioskurije kao posrednike između zemaljskog i zagrobnog života.
Sličnost freski u grobnici Triclinium s onima u grobnici 5513 (također u nekropoli Monterozzi) navela je Steingrabera da zaključi da su proizvodi iste radionice. Snažan utjecaj atičkih vaza s crvenim figuricama uvjerio je neke stručnjake da je umjetnik koji je ukrasio grob bio grčki metik.

## Vanjske poveznice
- Images of the tomb at The Mysterious Etruscans